# Agent infectieux
Un agent infectieux est un agent biologique naturellement pathogène responsable d'une maladie infectieuse. Toutefois, le développement de la biologie moléculaire et de la génétique a permis le développement d'agents infectieux non pathogènes, comme les vecteurs viraux.
Les agents infectieux sont majoritairement des micro-organismes, notamment des bactéries et des virus. Cependant, certains agents pathogènes ne sont pas des organismes (les prions), d'autres ne sont pas microscopiques (les vers parasites).
Le pouvoir pathogène d'un agent infectieux mesure sa capacité à provoquer une maladie chez un organisme hôte.
La virulence d'un agent infectieux mesure sa capacité à se développer dans un organisme (pouvoir invasif) et à y sécréter des toxines (pouvoir toxique).

## Diversité des agents infectieux

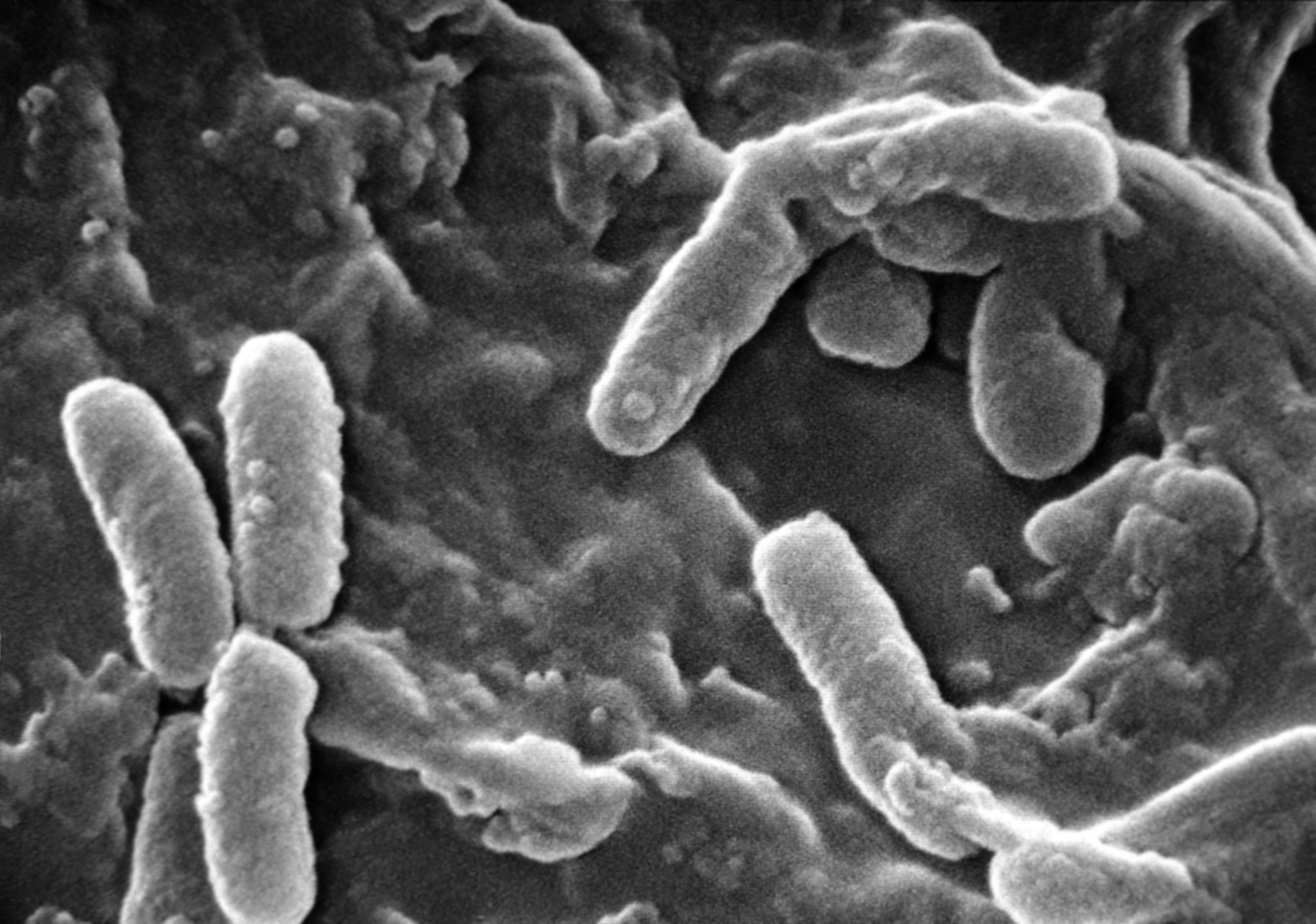
Pseudomonas aeruginosa vue au microscope électronique à balayage, est une bactérie pathogène et fréquemment rencontrée dans les infections nosocomiales.

Chez les humains, 1 415 espèces infectieuses ont été inventoriées,. Environ 600 sont connues pour le bétail et environ 400 pour les chats et les chiens. Les données concernant la faune sauvage sont trop parcellaires pour qu'un chiffre puisse être donné. Parmi ces agents infectieux on compte :
- des protéines : les prions (agents dits non conventionnels car exempts d'acide nucléique) ;
- des virus (217 espèces infectieuses) ;
- des organismes unicellulaires :
  - procaryotes : certaines bactéries (538 espèces infectieuses),
  - eucaryotes : les protozoaires parasites et certaines levures (66 espèces infectieuses) ;
- des organismes pluricellulaires :
  - certaines moisissures (307 espèces infectieuses),
  - les vers parasites ou helminthes (287 espèces infectieuses),
  - certains arthropodes (acariens, pou).

## Pouvoir pathogène
Le pouvoir pathogène (du grec ancien πάθος / páthos, « souffrance », et γένος / génos, « naissance, origine ») — ou pathogénicité — d'une bactérie mesure sa capacité à provoquer des troubles chez son hôte. Il varie selon la souche (sérovar) et dépend de son pouvoir invasif (capacité à se répandre dans les tissus et à y établir un ou des foyers infectieux), de son pouvoir toxicogène (capacité à produire des toxines) et de sa capacité à se reproduire.
On distingue trois catégories de bactéries pathogènes :
- les bactéries pathogènes strictes (ou spécifiques), qui provoquent des troubles quel que soit le patient (à l'exception des porteurs sains) ; par exemple : Salmonella Typhi et Vibrio cholerae ;
- les bactéries pathogènes opportunistes, qui provoquent des troubles lorsque les défenses immunitaires de l'hôte sont affaiblies ou que la personne est âgée (on parle aussi de sujets immunodéprimés) ; par exemple : Pseudomonas aeruginosa.
- les bactéries pathogènes occasionnelles, qui sont le plus souvent inoffensives mais dont certaines souches sont pathogènes. On retrouve dans cette catégorie des bactéries commensales comme Escherichia coli ou Staphylococcus aureus.

## Pouvoir invasif
Le pouvoir invasif d'une bactérie (ou d'une souche bactérienne) est sa capacité à se multiplier et à se répandre dans un organisme hôte, malgré les défenses immunitaires.

### Facteurs agissant sur le pouvoir invasif

#### Facteurs exogènes
La température de l'eau, de l'air et du sol, le pH, le taux d'oxygène, la teneur en certains nutriments de l'environnement, l'exposition aux UV solaires, à certains toxiques ou polluants ou à la radioactivité, la présence d'un vecteur biologique, d'une lésion ou d'une primo-infection, etc. peuvent ou non favoriser l'agent infectieux.
Par exemple le réchauffement climatique pourrait permettre à des microbes d'être plus présents et infectieux plus haut en altitude, plus près des pôles nord et sud ou plus fréquemment dans les eaux douces, estuariennes ou salines.
La radioactivité ambiante, l'augmentation des UV induite par le trou de la couche d'ozone, la dispersion de biocides et d'antibiotiques dans l'environnement, ou encore l'exposition à l'ozone troposphérique pourraient être de nouveaux facteurs de mutation et donc d'apparition de souches plus agressives ou plus résistantes, ou de maladies émergentes. De même de nombreux agents mutagènes dispersés par l'Homme dans l'environnement (radionucléides, certains métaux lourds et divers produits chimiques) pourraient favoriser l'apparition de nouvelles souches pathogènes.

#### Facteurs liés à la bactérie
La constitution et le métabolisme de la bactérie définissent en partie son pouvoir invasif ; ainsi, celui-ci dépend :
- des facteurs d'adhésion : la présence de fimbriae (ou pili[5]), d'adhésines, et/ou de glycocalyx facilite la fixation de la bactérie sur sa cellule cible ;
- de la résistance à la phagocytose grâce à la présence d'une capsule, mais aussi de la résistance aux enzymes lysosomales (censées détruire la bactérie phagocytée) ;
- de la production d'enzymes :
  - les collagénases, qui dégradent le collagène des tissus conjonctifs (chez Clostridium perfringens par exemple),
  - les coagulases, qui permettent la formation d'un caillot autour du corps bactérien, qui le protège des cellules du système immunitaire (chez S. aureus par exemple),
  - les hyaluronidases, qui dégradent l'acide hyaluronique, constituant des tissus conjonctifs,
  - les DNases (ou ADNases) qui dégradent l'ADN des cellules infectées,
  - les kinases (ou fibrinolysines).

#### Facteurs liés à l'hôte
Le pouvoir invasif dépend également du terrain infecté (c'est-à-dire le milieu environnant la bactérie), à savoir :
- l'état du système immunitaire de l'hôte (une diminution des défenses immunitaires due à l'âge, à la fatigue, à la maladie, etc. favorise l'invasion) ;
- les facteurs physico-chimiques de l'environnement.

## Pouvoir toxique
Une toxine est une molécule synthétisée par un organisme vivant, ayant un effet nocif ou létal pour l'organisme hôte.
Les toxines protéiques sont les poisons les plus actifs : 250 g de toxine (tétanique ou botulinique) suffirait à tuer toute la population humaine.

### Quantification du pouvoir toxique
Le pouvoir pathogène peut être quantifié par trois données : la dose minimale mortelle (DMM), la dose létale 50 (DL50) et la dose minimale infectante (DMI).
- La DMM est la dose la plus faible qui tue dans un délai déterminé un groupe expérimental.
- La DL50 est la dose qui tue dans un délai déterminé 50 % d'un groupe expérimental.
- La DMI est la dose minimale permettant la contamination et le développement de la maladie.

### Mode d'action des toxines
Les toxines peuvent agir de plusieurs manières : sur le système immunitaire, en provoquant une allergie (effet allergène), ou encore un choc septique ; sur le système nerveux (effet neurotoxique) ; sur le système musculaire (effet myotoxique) ; sur le système reproductif (effet reprotoxique) ; etc. Une toxine peut agir seule ou en synergie avec d'autres. Selon la bactérie en cause et le mode de contamination, la production et l'action de la toxine se feront différemment.
- Dans ou autour d'une plaie, une bactérie peut se multiplier et libérer sa toxine protéique. Celle-ci peut agir localement et éventuellement à distance, au niveau de la moelle épinière, en diminuant la quantité de neuromédiateurs libérés, et au niveau des synapses neuromusculaires en augmentant la libération d'acétylcholine. Elle provoque une paralysie de contracture. 
Exemple : toxine tétanique
- À la suite d'une ingestion ou inhalation ou de son développement dans le tube digestif, la toxine passe dans le sang et diminue la quantité d'acétylcholine au niveau des jonctions neuromusculaires. Elle provoque une paralysie flasque.
Exemple : toxine botulinique
- À la suite d'une ingestion, la bactérie adhère à l'épithélium intestinal et produit la toxine qui se fixe sur les entérocytes. Elle empêche l'absorption des ions Na+ et Cl−, et provoque donc une fuite hydrominérale.
Exemple : toxine cholérique

### Pouvoir antigénique des toxines
Les toxines protéiques ont souvent un pouvoir toxique très élevé. Elles provoquent l'apparition d'anticorps dans l'organisme : les anti-toxines.
Certaines peuvent être transformées en anatoxines par un traitement au formol, et une incubation à 40 °C (Méthode de Ramon). Ces anatoxines sont utilisées pour :
- fabriquer des vaccins ;
- fabriquer des sérums utilisés en sérothérapie.

## Exemples de bactéries pathogènes
- Certaines souches d'Escherichia coli sont sources de diarrhées, d'infections urinaires, d'infections nosocomiales, de septicémies, de la méningite du nouveau-né ; la souche EHEC O157 est une source du syndrome hémolytique et urémique.
- Staphylococcus aureus, Pseudomonas aeruginosa sont sources d'infections des yeux, de plaies et de la gastro-entérite aiguë).
- La salmonelle, Yersinia enterocolitica provoquent des gastro-entérites.
- Campylobacter jejuni est devenue la première source de pathologies entériques bactériennes dans les pays industrialisés.
- Vibrio cholerae cause le cholera.
- Shigella dysenteriae cause des dysenteries.

L'eau épurée doit donc être débarrassée de ces germes pathogènes lorsqu’elle est rejetée dans le milieu naturel pour ne pas contaminer celui-ci et causer une épidémie pouvant être mortelle au sein des populations en aval.

## Classement des agents infectieux

Symbole international du danger biologique.

- Groupe 1 : non pathogènes pour l'homme.
- Groupe 2 : pathogènes pour l'homme, contagiosité faible, prophylaxie et traitement.
- Groupe 3 : pathogènes pour l'homme, contagiosité, prophylaxie ou traitement.
- Groupe 4 : pathogènes pour l'homme, forte contagiosité, sans prophylaxie ni traitement.